# Serge Merlin
Serge Merlin (* 29. Dezember 1932 in Sainte-Barbe-du-Tlélat, Algerien als Serge Merle; † 16. Februar 2019 in Paris) war ein französischer Schauspieler.

## Leben und Karriere
Serge Merlin war seit Anfang der 1950er Jahre als Bühnenschauspieler tätig und trat seitdem an renommierten Theaterhäusern wie dem Théâtre de l’Œuvre, dem Odéon – Théâtre de l’Europe, dem Théâtre national de Chaillot und dem Théâtre de la Madeleine auf. Ende der 1950er Jahre war er auch in zwei Produktionen am Broadway zu sehen. Der Charakterdarsteller spielte auch in klassischen Stücken von William Shakespeare und Georg Büchner, machte sich aber insbesondere durch Rollen in Werken von Thomas Bernhard und Samuel Beckett einen Namen.
1961 machte Merlin sein Filmdebüt als Hauptdarsteller in Samson von Andrzej Wajda, er verkörperte einen Juden, der sich durch die brutalen Wirren des Zweiten Weltkriegs und des Holocausts kämpft. In den folgenden Jahrzehnten stand er allerdings nur unregelmäßig vor der Kamera, da er überwiegend am Theater arbeitete. Seine wahrscheinlich bekannteste Rolle spielte Merlin als Raymond Dufayel, der Maler mit den Glasknochen, in Die fabelhafte Welt der Amélie von Jean-Pierre Jeunet aus dem Jahr 2001. Mit Jeunet hatte Merlin bereits sechs Jahre zuvor bei dessen Fantasyfilm Die Stadt der verlorenen Kinder zusammengearbeitet, in dem er den Anführer der Zyklopen verkörperte.
Vom französischen Kulturministerium erhielt er den Ordre des Arts et des Lettres. Serge Merlin starb im Februar 2019 im Alter von 86 Jahren in Paris.

## Filmografie (Auswahl)
- 1961: Samson
- 1968: Die Wölfin (La louve solitaire)
- 1978: Roland (La Chanson de Roland)
- 1980: Tusk
- 1983: Danton
- 1983: Eine Liebe in Deutschland
- 1988: Das Testament eines ermordeten jüdischen Dichters (Le testament d’un poète juif assassiné)
- 1991: Höllenglut (Le brasier)
- 1995: Die Stadt der verlorenen Kinder (La Cité des enfants perdus)
- 1995: Kommissar Navarro (Navarro, Fernsehserie, 1 Folge)
- 1996: Tagebuch des Verführers (Le journal du séducteur)
- 1997: Kleine Engel, kleine Haie (Marie Baie des Anges)
- 1998: Der Graf von Monte Christo (Le Comte de Monte Christo; Fernseh-Miniserie, 4 Folgen)
- 2000: Schnee von gestern (De l’histoire ancienne)
- 2001: Die fabelhafte Welt der Amélie (Le fabuleux destin d’Amélie Poulain)
- 2004: Preis des Verlangens (Sotto falso nome)
- 2010: Suite parlée
- 2012: L’homme qui rit
- 2015: Ich und Kaminski
- 2017: Die Zeugen (Les témoins; Fernsehserie, 1 Folge)
- 2018: Ein Volk und sein König (Un peuple et son roi)